# Ronald Julião
Ronald Odair Oliveira Julião (né le 16 juin 1985 à Caieiras SP) est un athlète brésilien, spécialiste du lancer de poids et du lancer du disque.
Son meilleur lancer de disque est de 63,09 m, record national, lors du meeting d'athlétisme de Madrid le 2 juillet 2010, ce qui améliore nettement son précédent record de 59,75 m, record qui datait de 2007. Après avoir été finaliste du poids lors des 12es Championnats ibéro-américains à Ponce en 2006, il remporte la médaille de bronze sur le disque avec 52,36 m. Puis la médaille d'argent lors des 44es championnats sud-américains à Tunja en 2006, et lors des Championnats d'Amérique du Sud d'athlétisme 2007, médaille d'argent et de bronze lors des Championnats d'Amérique du Sud d'athlétisme 2009, avant de devenir enfin champion sud-américain à Buenos Aires en 2011 et de remporter la médaille d'or de l'Universiade à Kazan.
Le 25 avril 2013, il porte son record à 65,55 m à San Diego.